# Боборыкин, Николай Васильевич
Никола́й Васи́льевич Боборы́кин (17 апреля 1756 — 22 июля 1814) — офицер Русской императорской армии. Кавалер ордена Святого Георгия IV степени.

## Биография
Участвовал в Русско-шведской войне 1788—1790 годов в чине поручика лейб-гвардии Семёновского полка.22 августа 1789 года за участие в Первом Роченсальмском сражении награждён орденом Святого Георгия IV степени:

«За мужественные подвиги и храбрость, оказанные 13 августа 789 года во время сражения галерного Российского флота с Шведским».

Умер 22 июля 1814 года. Похоронен в церкви Преподобного Димитрия Спасо-Прилуцкого монастыря в городе Вологде.
Жена (с июля 1797 года) — Елизавета Федоровна Бессонова, дочь коллежского советника, полковника Федора Михайловича Бессонова (ум. 1784); во втором браке за подполковником Фрей.